# Symphonie no 7 de Hartmann
Pour les articles homonymes, voir Symphonie no 7.
La Symphonie no 7 est une symphonie de Karl Amadeus Hartmann. Composée de 1956 à 1958, elle fut créée le 15 mars 1959 par Hans Schmidt-Isserstedt à Hambourg.

## Analyse de l'œuvre
1. Introduction Ricercare
2. Adagio mesto cantando
3. Scherzo virtuoso